# Helmut Ricke
Helmut Ricke (* 27. März 1943 in Posen) ist ein deutscher Kunsthistoriker, Kurator, Fachautor und Gutachter, insbesondere für Glaskunst.

## Leben und Wirken
Nach einem Studium der Kunstgeschichte, Archäologie, Mittleren und Neueren Geschichte in Göttingen und Heidelberg promovierte Ricke 1972 in Heidelberg mit einer Arbeit zur Skulptur der Spätrenaissance und des Manierismus. Seine wissenschaftliche Tätigkeit begann Ricke 1970 im Kunstmuseum Düsseldorf, das er ab 1977 als stellvertretender und ab 1995 als amtierender Direktor leitete. Mit Gründung des Glasmuseums Hentrich im Kunstmuseum Düsseldorf war er ab 1990 auch dessen Leiter. Mit Gründung der Stiftung museum kunst palast war Ricke von 2001 bis zu seinem Eintritt in den Ruhestand 2008 Leiter der Sammlungen und Leiter des Glasmuseums Hentrich im museum kunst palast (ab 2012 Museum Kunstpalast, ab 2018 Kunstpalast genannt).

### Sonstige Funktionen und Aktivitäten
- 1975–1981 Sekretär des Internationalen Komitees für die Kunstgewerbemuseen beim Internationalen Museumsrat (ICOM)
- 1980 Mitbegründer und bis 1995 Mitherausgeber der Zeitschrift „Neues Glas/New Glass“
- 1984–2001 Vorsitzender des Fachausschuss V, „Glasgeschichte und Glasgestaltung“, der Deutschen Glastechnischen Gesellschaft. Organisation der jährlichen Fachtagungen.
- seit 1992 Kuratoriumsmitglied und bis 2008 Geschäftsführung der Jutta Cuny-Franz Foundation sowie im Zweijahresturnus Vergabe des mit 10 000 Euro dotierten Jutta-Cuny-Franz-Erinnerungspreises[3]
- 1998–2013 Mitglied des Board of Trustees des Corning Museum of Glass, Corning N.Y., Mitglied des Pilchuck International Council, Pilchuck Glass School/Seattle, USA sowie des Beirats des Glasmuseums Ebeltoft, Dänemark.
- Mitglied der Auswahl- und Preis-Jurys der Triennalen „World Glass Now“, Hokkaido Museum of Modern Art, Sapporo, 1982–1994, sowie Venezia Aperto Vetro, International New Glass, Venedig, 1996, und Coburger Glaspreis 1977, 1985, 2006
- Lehrauftrag Hochschule der Bildenden Künste Saar, Saarbrücken
- von 2006 bis 2017 Experte für Glas in der Sendung „Kunst & Krempel“ des Bayerischen Rundfunks.

## Familie
Helmut Ricke ist mit der Kunsthistorikerin Ute Ricke-Immel verheiratet und hat zwei Söhne: Axel Ricke, Filmproduzent und Drehbuch-Autor, der gemeinsam mit seinem Bruder Henning Ricke, 3D-Artist und Filmregisseur, in Köln „Lumatik Film und Animation“ gegründet hat.

## Veröffentlichungen
- mit Helga Hilschenz-Mlynek (Hrsg.) Historismus – Jugendstil – Art Déco. Die Sammlung Hentrich im Kunstmuseum Düsseldorf. (= Materialien zur Kunst des 19. Jahrhundert. Bd. 32), Prestel Verlag, München 1985, ISBN 978-3-7913-0711-4.
- mit Ulrich Gronert (Hrsg.): Glas in Schweden 1915–1960. Prestel Verlag, München 1986, ISBN 3-7913-0776-2.
- mit Eva Schmitt (Hrsg.): Italienisches Glas – Murano – Mailand 1930–1970. Die Sammlung der Steinberg Foundation. Prestel Verlag, München/New York 1996, ISBN 3-7913-1709-1.
- Glass Art. Reflections of the Centuries. Masterpieces from the Glasmuseum Hentrich in museum kunst palast, Düsseldorf. Prestel Verlag, München 2002, ISBN 3-7913-2793-3.
- Czech Glass 1945–1980. Design in an Age of Adversity. Arnoldsche Art Publishers, Stuttgart 2005, ISBN 3-89790-217-6.
- Wiesenthalhütte. Design in Glas 1957–1989. Deutscher Kunstverlag München, Berlin 2007, ISBN 978-3-422-06764-6.